# Antony (fotbollsspelare)
Antony Matheus dos Santos, född 24 februari 2000, mer känd som endast Antony, är en brasiliansk fotbollsspelare som spelar för Real Betis i La Liga.

## Klubbkarriär

### São Paulo
Antony började spela fotboll i Grêmio Osasco och gick år 2010 till São Paulo. 2018 vann klubbens U17-lag J League Challenge Cup i Japan och Antony blev utsedd till turneringens bästa spelare. 2019 var han en del av klubbens U20-lag som vann Copa São Paulo de Futebol Júnior. Antony gjorde bland annat mål i finalen mot Vasco da Gama och blev utsedd till turneringens bästa spelare efter gjort fyra mål och sex assist på nio matcher.
Den 26 september 2018 flyttades han tillsammans med Helinho och Igor Gomes upp i klubbens A-lag, och skrev på ett kontrakt fram till september 2023. Antony debuterade i Campeonato Brasileiro Série A den 15 november 2018 i en 1–1-match mot Grêmio, där han blev inbytt i den 70:e minuten mot Helinho.

### Ajax
Den 23 februari 2020 värvades Antony av Ajax, där han skrev på ett femårskontrakt med start i juli. Antony debuterade i Eredivisie den 13 september 2020 i en 1–0-vinst över Sparta Rotterdam, där han gjorde matchens enda mål.

### Manchester United
Den 30 augusti 2022 värvades Antony av Manchester United, där han skrev på ett femårskontrakt med option på ytterligare ett år. Antony debuterade i Premier League den 4 september 2022 i en 3–1-vinst över Arsenal, där han gjorde matchens första mål.

## Landslagskarriär
I november 2022 blev Antony uttagen i Brasiliens trupp till VM 2022.

## Meriter
Ajax
- Eredivisie: 2020/2021, 2021/2022
- KNVB Cup: 2020/2021